# 格爾門市鎮

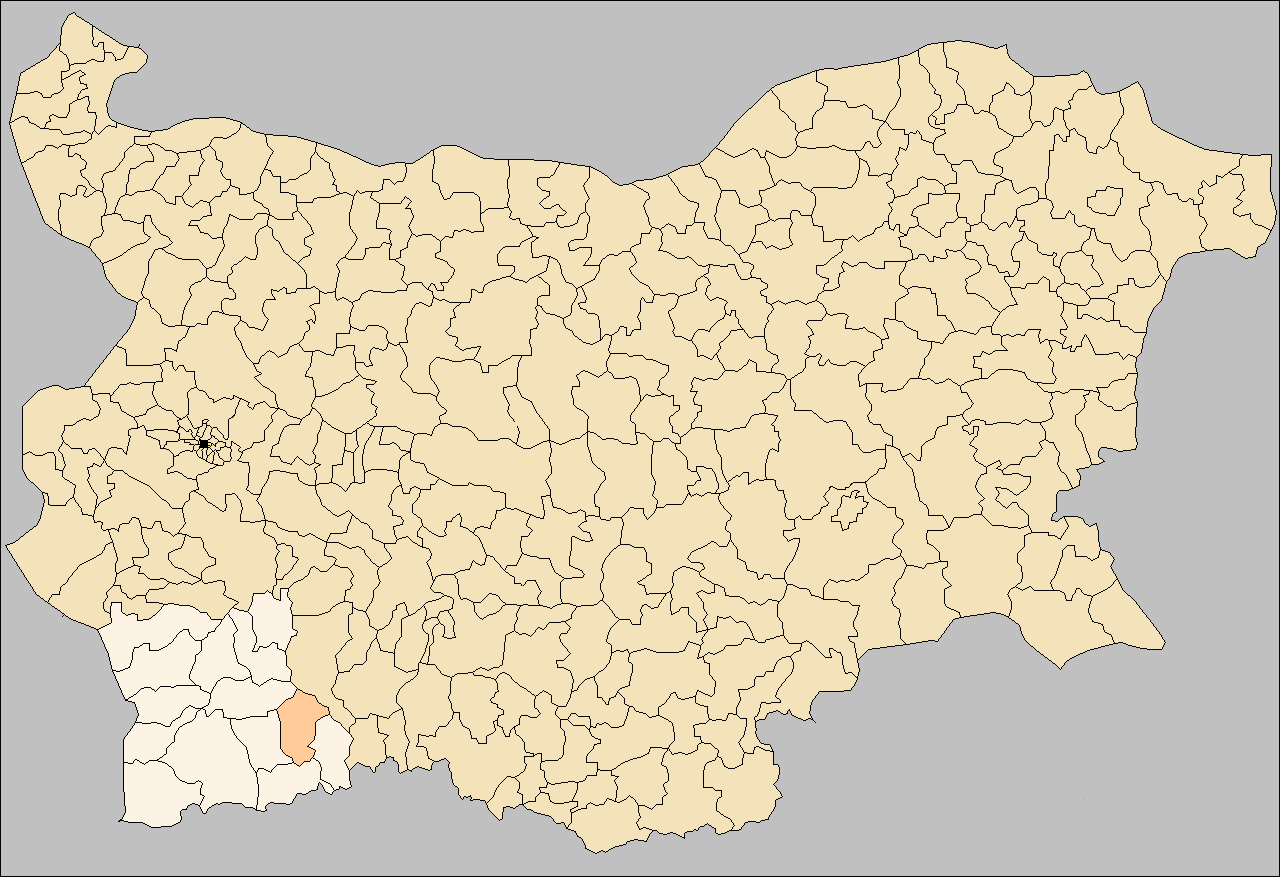

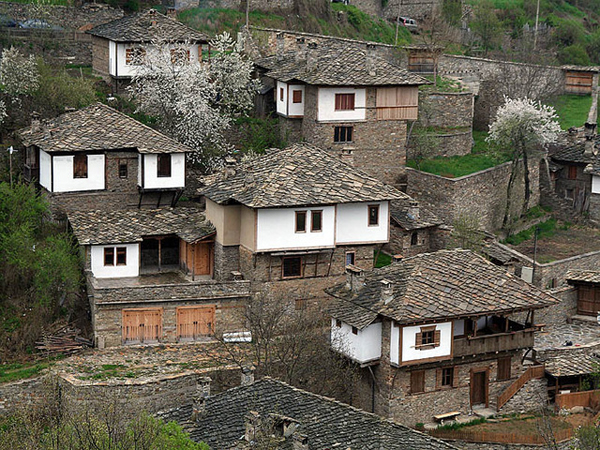

41°36′N 23°49′E / 41.600°N 23.817°E
格爾門市鎮，是保加利亞西南部布拉戈耶夫格勒州的市鎮，行政中心为格爾門，面積388.48平方公里，海拔高度605米，2011年人口14,981，人口密度每平方公里38.56人。